# تشوما
تشوما (باليابانية: 中馬) كان نظامًا لنقل البضائع الخاصة في مقاطعة شينانو في العصور الوسطى في اليابان.
نظرًا لطبيعة التضاريس الجبلية في شينانو، لم يكن من الممكن نقل البضائع الزراعية وغيرها من البضائع عن طريق نظام الممرات المائية الصالحة للملاحة الداخلية. ونتيجة لذلك، بدأ عدد من شركات القطاع الخاص في استخدام الخيول لنقل الإمدادات عبر المنطقة. ووجدوا أنفسهم في منافسة مباشرة مع نظام محطات البريد الرسمية، التي امتازوا عنها بالكثير (فعلى سبيل المثال، لم تكن خيول النقل ملزمة بإعادة تحميل بضائعهم على خيول جديدة في كل محطة على الطريق). ومع ذلك، لم يكن من الشائع اندلاع نزاعات بين ممثلي النظامين. ونظرًا لأن طريق إنا، والذي كان الطريق الرئيسي لشينانو، لم يكن تحت السيطرة المباشرة لحكومة باكوفو (كما أن المرور بها لم يكن مزدحمًا)، كان مشغلو خيول النقل قادرين على احتكار تجارة الشحن.
وينقسم سعاة خيول النقل إلى ثلاثة أنواع رئيسية. النوع الأول هو الفلاحون المحليون، الذين يقومون بنقل بضائعهم وبضائع جيرانهم إلى السوق. أما النوع الثاني فهو الحمالون من إييدا القريبة، والذين كانوا يعملون تحت إمرة التجار لنقل البضائع إلى البلدة. وأخيرًا، مجموعات التجار المستقلين الذين يقومون بشراء البضائع ونقلها وبيعها من تلقاء أنفسهم. في أواخر القرن السابع عشر، أسس ممثلون عن المجموعات الثلاثة تشوما ناكاما، وهو اتحاد مهني شبه رسمي، يهدف إلى تعزيز مصالح مشغلي خيول النقل ومقاومة هجمات نظام محطات البريد الرسمية.
وقد أجازت السلطات هذا النظام عام 1673، وبحلول عام 1764 كانت نظام تشوما مربحًا بما فيه الكفاية، مما دفع شوغن إلى إدخال تشريعات محددة لتنظيم ذلك.